# Thủy điện Sông Miện 5
Thủy điện Sông Miện 5 là nhóm 2 thủy điện xây dựng trên sông Miện tại vùng đất xã Thuận Hòa huyện Vị Xuyên tỉnh Hà Giang, Việt Nam .
1. Thủy điện Sông Miện 5 có công suất lắp máy 16,5 MW, hoàn thành năm 2012, xây dựng tại bản Mịch A xã Thuận Hòa..22°53′36″B 104°59′32″Đ / 22,893316°B 104,99225°Đ
2. Thủy điện Sông Miện 5A có công suất lắp máy 9 MW với 2 tổ máy, sản lượng điện hàng năm 35 triệu KWh, khởi công tháng 3/2011, hoàn thành tháng 3/2015, xây dựng tại bản Thăng Lèng xã Thuận Hòa..

## Sông Miện
Sông Miện là phụ lưu của sông Lô, bắt nguồn từ tỉnh Vân Nam, Trung Quốc và chảy vào Việt Nam ở tỉnh Hà Giang qua các huyện Quản Bạ và Vị Xuyên, đổ vào sông Lô ở thành phố Hà Giang.
Quy hoạch Thủy điện Sông Miện là hệ thống gồm 6 bậc, trong đó 5 nhà máy đã được vận hành .
Thủy điện Sông Miện 1 còn gọi là thủy điện Bát Đại Sơn, công suất 6 MW, khởi công tháng 4/2009, hoàn thành tháng 10/2011, tại bản Phú Tỷ 1 xã Na Khê huyện Yên Minh và xã Bát Đại Sơn huyện Quản Bạ  23°09′25″B 105°01′02″Đ / 23,156976°B 105,017348°Đ.
Thủy điện Thái An công suất 82 MW, hoàn thành tháng 9/2010, trên sông Miện ở xã Thái An huyện Quản Bạ  22°59′56″B 105°03′56″Đ / 22,998902°B 105,065431°Đ.
Thủy điện Thuận Hòa (Sông Miện 4) công suất 38 MW với 2 tổ máy, xây dựng tại xã Thuận Hòa, huyện Vị Xuyên, năm 2011 tạm dừng, tái khởi động tháng 10/2014, hoàn thành tháng 6/2017 .22°57′39″B 105°02′00″Đ / 22,960782°B 105,033318°Đ
Thủy điện Sông Miện 5 công suất lắp máy 16,5 MW, hoàn thành năm 2012, xây dựng tại xã Thuận Hòa, huyện Vị Xuyên.
Thủy điện Sông Miện 5A công suất lắp máy 9 MW, khởi công tháng 3/2011 hoàn thành tháng 3/2015, xây dựng tại xã Thuận Hòa, huyện Vị Xuyên.
Thủy điện Sông Miện 6 công suất lắp máy 12 MW, hoàn thành tháng 3/2017, xây dựng tại phường Quang Trung thành phố Hà Giang.22°50′55″B 105°00′49″Đ / 22,848615°B 105,013571°Đ

## Tác động môi trường dân sinh
Các báo chí có những đánh giá khác nhau. Theo Nhân Dân Online thì Thủy điện Sông Miện 5 là Ðiểm sáng miền biên cương trong việc phát triển sản xuất gắn với chăm lo đời sống nhân dân . Trong khi đó Lao Động Online thì người dân nơi đây đang rất lo lắng vì chứng kiến một số hạng mục tại công trình thủy điện Sông Miện 5A chưa đảm bảo an toàn .